# Bahía de San Juan (Perú)
La Bahía de San Juan es una bahía de la costa meridional del Perú, que constituye un entrante del océano Pacífico en el litoral de la provincia de Nazca, dentro del departamento de Ica. Situada al sur de la bahía de San Nicolás, comprende una superficie de aproximadamente 33,5 km². Se encuentra comprendida entre la punta La Salina, al noroeste, y la punta San Juan, al sureste. Esta bahía de aguas profundas, se encuentra por lo general limpia de estorbos. El lado sureste de la bahía es la zona más abrigada y en ella se ha establecido la ciudad y el puerto de San Juan de Marcona, la playa que bordea esta zona, es baja y de arena.

## Descripción geográfica
La bahía de San Juan se localiza entre los paralelos 15° 17’ 24” y 15° 21’ 36” de latitud sur, presenta una longitud de 9,3 km en dirección noroeste y sureste, y una anchura de unos 5,5 km en sentido este a oeste, con una línea de costa de aproximadamente 19,5 kilómetros. Alcanza profundidades que llegan hasta los 70 y 75 metros. La costa noroeste de esta bahía, comprendida desde la punta La Salina hasta la zona sureste del cerro El Huevo o Acarí, está constituida por una serie de elevaciones de poca altura que conforman una especie de altiplanicie que remata en el mar sobre acantilados rocosos cortados a pique, con desprendimientos de rocas y piedras próximas a la costa, en donde rompe el mar con fuerza. Al finalizar los mencionados escarpados se extiende una playa baja de arena, hasta alcanzar el seno sureste donde está establecido el puerto San Juan de Marcona. Desde este lugar hasta punta San Juan se da paso a pequeñas playas pedregosas y orillas rocosas, así como la presencia de acantilados abruptos de hasta 30 m de altura.
La bahía de San Juan se encuentra en un área geográfica fuertemente influenciada por las aguas frías de la corriente de Humboldt, donde las temperaturas superficiales del mar en la bahía son relativamente bajas, registrando una temperatura promedio de 14,9 °C con variaciones entre 13,9 °C y 18,4 °C. Las temperaturas más frías se presentan al final del invierno (octubre) y las temperaturas más cálidas al final del verano (abril). Las corrientes de agua superficiales en la bahía registran intensidades de débiles a moderadas, describiendo un giro antihorario y circulando por lo general, en paralelo a la línea de costa y a lo largo de ésta. Las mareas no tienen un efecto significativo en las corrientes dentro de la bahía de San Juan. El fondo marino en la bahía está constituido predominantemente por arena, y en algunas áreas por conchuelas y fango.

## Diversidad biológica
La bahía de San Juan es una de las áreas más ricas del litoral peruano desde el punto de vista de su fauna. La riqueza de especies en la zona marino-costera es diversa e incluye macroalgas, moluscos marinos, copépodos, fitoplancton, zooplancton, especies bentónicas, peces, mamíferos y aves. Entre las aves marinas presentes en la bahía podemos citar al pelícano peruano (Pelecanus thagus), el pingüino de Humboldt (Spheniscus humboldti), la chuita (Phalacrocorax gaimardi), el piquero peruano (Sula variegata) y el cormorán guanay (Phalacrocorax bougainvillii), especies que se encuentran categorizadas por la legislación peruana como en peligro de extinción.
Otras especies de aves presentes en la zona marino-costera de la bahía son la golondrina de mar chica (Oceanites gracilis), el zarcillo (Larosterna inca), la golondrina de mar acollarada (Oceanodroma Hornbyi), el gaviotín elegante (Thalasseus elegans), el gaviotín sudamericano (Sterna hirundinacea), el chorlo semipalmado (Charadrius Semipalmatus), el Churrete Marisquero (Cinclodes taczanowskiiel), el gallinazo cabeza roja (Cathartes aura), el gorrión común (Passer domesticus), el vuelve piedras (Arenaria interpres), el zarapito trinador (Numenius phaeopus) y el playerito blanco (Calidris alba), estas dos última aves son especies migratorias que se observan, a menudo, en los meses de verano en playas arenosas a lo largo de la costa peruana.
El mundo submarino de la bahía San Juan muestra un impresionante paisaje y mucha vida, donde los peces e invertebrados son los grupos taxonómicos más representativos. Se han registrado 70 especies de invertebrados bentónicos y 22 especies de peces marinos. Entre las especies más abundantes de invertebrados se encuentran la anémona (Phymactis papillosa), la jaiba reina (Cancer coronatus), el cangrejo peludo (Cancer setosus), el cangrejo ovalado (Pseudocorystes sicarius), el caracol oliva (Oliva peruviana), la estrella negra (Luidia magellanica), la concha navaja (Ensis macha), la almeja (Leukoma thaca), el choro común (Aulacomya atera), percebes (Balanus laevis y Austromegabalanus psittacus), el triton (Argobuccinum rude), el camarón de roca (Rhynchocinetes typus), el cangrejo jaiva (Cancer porteri), el erizo de mar (Loxechinus albus), el chanque (Concholepas concholepas), entre otras. La diversidad marina presente da soporte a la pesca artesanal que se realiza a lo largo de todo su litoral y que captura anchoveta (Engraulis rigens), blanquillo (Prolatilus jugularis), lenguado (Hippoglossina montemaris), pejerrey (Odontesthes regia), lorna (Sciaena deliciosa), cabinza (Isacia conceptionis), camotillo (Normanichthys crockeri), bagre (Galeichthys peruvianus), entre otras. 
Con respecto a los mamíferos marinos destacan dos especies de lobos marinos que pertenecen a la familia Otariidae, el lobo chusco sudamericano (Otaria flavescens) y el lobo fino sudamericano (Arctophoca australis). También es frecuente los avistamientos de ballenas jorobadas (Megaptera novaeangliae), además es común observar dos especies de delfines: el delfín oscuro (Lagenorhynchus obscurus), que es muy abundante; y el delfín nariz de botella (Tursiops truncatus).
Por otro lado, en el grupo de los reptiles se han registrado tres especies: el gecko (Phyllodactylus gerrophygus), la lagartija de los arenales (Microlophus theresiae) y la lagartija peruana (Microlophus peruvianus), esta última especie es la más abundante, observándose principalmente en la línea de playa, específicamente en la zona rocosa de la bahía.